# Hallo, hier Karl May
Hallo, hier Karl May ist eine Fernsehserie aus dem Jahr 1987, die im Werbeblock des Vorabendprogramms des Süddeutschen Rundfunks ausgestrahlt wurde. Der Rahmenhandlung folgte jeweils ein Zeichentrickabenteuer, das aus den Romanen Winnetou I, Winnetou II oder Der Schatz im Silbersee entnommen wurde.
Vier Folgen entstanden in den Jahren 1982 und 1983. Für die Realszenen kam Ernst Fritz Fürbringer zum Einsatz, der als Karl May telefonisch Leserfragen beantwortete und von seinen Abenteuern erzählte. Für den Aufbau des Arbeitszimmers und die Kostüme war Wolfgang Wahl verantwortlich.
Die Zeichentrickfilme waren zunächst in der zwischen Februar und April 1987 gesendeten neunteiligen SDR-Fernsehserie Bärenstark zu sehen. Im November der gleichen Jahres begann schließlich die Ausstrahlung der vorgesehen vier Folgen mit den gespielten Szenen.

## Handlung

### Folge 1: Der Grizzly und das Greenhorn
Karl May erzählt, wie er als Greenhorn den gewaltigen Grizzlybären zur Strecke bringt. Er begegnet erstmals Winnetou und befreit ihn und seinen Vater vom Marterpfahl der Kiowas. Im Lager der Apachen trifft er auf Nscho-tschi.

### Folge 2: Feuer, Wasser und ein Schatz
Old Shatterhand ist in die Gefangenschaft der Apachen geraten und soll seinen Skalp einbüßen. Doch er schafft es nicht nur, seine Haut zu retten, sondern findet obendrein den Schatz im Silbersee.

### Folge 3: Alle Mann von Bord
Auf einem Mississippi-Dampfer kommen Winnetou und Old Shatterhand einer Bande Tramps in die Quere. Doch die haben nichts mehr zu lachen, als sich ein original schwäbischer Schifffahrtskapitän mit den Helden verbündet.

### Folge 4: Ku-Klux-Klan in der Falle
Die Männer mit den weißen Kapuzen machen Jagd auf arme Schwarze. Doch der tapfere Old Shatterhand und seine trefflichen Freunde verderben den feigen Geheimbündlern den Spaß.